# Йонуц Раду
Йонуц Андрей Раду (рум. Ionuț Andrei Radu, [anˈdrej joˈnut͡s ˈradu], нар. 28 травня 1997, Бухарест) — румунський футболіст, воротар італійського «Інтернаціонале» і національної збірної Румунії. На правах оренди грає за французький «Осер».

## Клубна кар'єра
Народився 28 травня 1997 року в місті Бухарест. Розпочав займатись футболом в академіях місцевих клубів «Віїторул», «Стяуа» та «Динамо» (Бухарест). На початку 2013 року відправився до Італії, де пів року навчався у системі клубу «Перголеттезе», а вже влітку був включений до академії «Інтернаціонале». Через рік з командою до 17 років він виграв юнацький Чемпіонат і Суперкубок Італії, а в 2014 році був включений до молодіжної команди, з якою він виграв Турнір Віареджо в 2015 році і Молодіжний кубок Італії в наступному році.
14 травня 2016 року, в останньому турі Серії А, Раду дебютував за першу команду «Інтера», вийшовши на 72 хвилині замість Хуана Пабло Каррісо в матчі з «Сассуоло» (1:3). У наступному сезоні він був четвертим воротарем команди після Саміра Хандановича, Хуана Пабло Каррісо і Томмазо Берні, тому так жодної грі і не провів.
15 липня 2017 року для отримання ігрової практики молодого воротаря було віддано в оренду в клуб Серії Б «Авелліно», де він провів один рік, а наступний сезон Раду також провів в оренді, цього разу у клубі Серії А «Дженоа», яка отримала гравця з обов'язковим викупом у кінці сезону. У новій команді румун зумів витіснити з основи наддосвідченого Федеріко Маркетті і відіграв за генуезький клуб за сезон 33 матчі в національному чемпіонаті. У січні 2019 року він був включений УЄФА до списку п'ятдесяти найкращих молодих футболістів, за якими слід спостерігати за цей рік. Влітку 2019 року румун за передбачені орендною угодою 8 мільйонів євро став гравцем «Дженоа», проте керівництво «Інтернаціонале», вражене грою молодого воротаря, відразу ж ініцюювало зворотній викуп його контракту за 12 мільйонів євро.
Другу половину 2019 року Раду провів як основний воротар у все тому ж «Дженоа», після чого також на умовах оренди приєднався до «Парми», у складі якої, утім, шансу проявити себе в офіційних іграх не отрамав. Перед початком сезону 2020/21 повернувся до «Інтернаціонале», де знову став одним з дублерів досвідченого Саміра Хандановича. Протягом наступних двох сезонів виходив на поле у трьох іграх першості, в яких пропустив три м'ячі.
Влітку 2022 року був знову відданий в оренду, цього разу до «Кремонезе». Став основним голкіпером цієї команди, що саме підвищилася в класі до найвищого італійського дивізіону.

## Виступи за збірну
З 2017 року залучався до матчів молодіжної збірної Румунії, у її складі поїхав на молодіжний чемпіонат Європи 2019 року в Італії.

## Статистика виступів

### Статистика клубних виступів
Станом на 18 вересня 2022
| Сезон                      | Команда                    | Чемпіонат                  | Чемпіонат | Чемпіонат | Національний кубок | Національний кубок | Національний кубок | Континентальні кубки | Континентальні кубки | Континентальні кубки | Інші змагання | Інші змагання | Інші змагання | Усього | Усього | Усього |
| Сезон                      | Команда                    | Ліга                       | Ігор      | Голів     | Ліга               | Ігор               | Голів              | Ліга                 | Ігор                 | Голів                | Ліга          | Ігор          | Голів         | Ігор   | Голів  |        |
| -------------------------- | -------------------------- | -------------------------- | --------- | --------- | ------------------ | ------------------ | ------------------ | -------------------- | -------------------- | -------------------- | ------------- | ------------- | ------------- | ------ | ------ | ------ |
| 2015–16                    | «Інтернаціонале»           | A                          | 1         | 0         | КІ                 | 0                  | 0                  | -                    | -                    | -                    | -             | -             | -             | 1      | 0      |        |
| 2016–17                    | «Інтернаціонале»           | A                          | 0         | 0         | КІ                 | 0                  | 0                  | ЛЄ                   | 0                    | 0                    | -             | -             | -             | 0      | 0      |        |
| 2017–18                    | «Авелліно»                 | B                          | 22        | -27       | КІ                 | 2                  | -3                 | -                    | -                    | -                    | -             | -             | -             | 24     | -30    |        |
| 2018–19                    | «Дженоа»                   | A                          | 33        | -46       | КІ                 | 0                  | 0                  | -                    | -                    | -                    | -             | -             | -             | 33     | -46    |        |
| 2019-січ. 2020             | «Дженоа»                   | A                          | 17        | -35       | КІ                 | 2                  | -2                 | -                    | -                    | -                    | -             | -             | -             | 19     | -37    |        |
| Усього за «Дженоа»         | Усього за «Дженоа»         | Усього за «Дженоа»         | 50        | -81       |                    | 2                  | -2                 |                      | -                    | -                    |               | -             | -             | 52     | -83    |        |
| січ.-серп. 2020            | «Парма»                    | A                          | 0         | 0         | КІ                 | 0                  | 0                  | -                    | -                    | -                    | -             | -             | -             | 0      | 0      |        |
| 2020–21                    | «Інтернаціонале»           | A                          | 2         | -1        | КІ                 | 0                  | 0                  | ЛЧ                   | 0                    | 0                    | -             | -             | -             | 2      | -1     |        |
| 2021–22                    | «Інтернаціонале»           | A                          | 1         | -2        | КІ                 | 1                  | -2                 | ЛЧ                   | 0                    | 0                    | СІ            | 0             | 0             | 2      | -4     |        |
| Усього за «Інтернаціонале» | Усього за «Інтернаціонале» | Усього за «Інтернаціонале» | 4         | -3        |                    | 1                  | -2                 |                      | 0                    | 0                    |               | 0             | 0             | 5      | -5     |        |
| 2022–23                    | «Кремонезе»                | A                          | 7         | -14       | КІ                 | 1                  | -2                 | -                    | -                    | -                    | -             | -             | -             | 8      | -16    |        |
| Усього за кар'єру          | Усього за кар'єру          | Усього за кар'єру          | 83        | -126      |                    | 6                  | -9                 |                      | 0                    | 0                    |               | 0             | 0             | 89     | -135   |        |

### Статистика виступів за збірну
| Дата       | Місто             | Господарі            | Результат | Гості                | Турнір                             | Голи | Примітки   |
| ---------- | ----------------- | -------------------- | --------- | -------------------- | ---------------------------------- | ---- | ---------- |
| 13-6-2017  | Ешен              | Ліхтенштейн          | 0 – 2     | Румунія              | Кваліфікація молодіжного Євро-2019 | -    |            |
| 1-9-2017   | Зениця            | Боснія і Герцеговина | 1 – 3     | Румунія              | Кваліфікація молодіжного Євро-2019 | -1   | кап.       |
| 5-9-2017   | Овідіу            | Румунія              | 1 – 1     | Швейцарія            | Кваліфікація молодіжного Євро-2019 | -1   | кап.       |
| 6-10-2017  | Лугано            | Швейцарія            | 0 – 2     | Румунія              | Кваліфікація молодіжного Євро-2019 | -    | кап.       |
| 10-11-2017 | Овідіу            | Румунія              | 1 – 1     | Португалія           | Кваліфікація молодіжного Євро-2019 | -1   | кап.       |
| 14-11-2017 | Бангор            | Уельс                | 0 – 0     | Румунія              | Кваліфікація молодіжного Євро-2019 | -    | кап.       |
| 24-3-2018  | Вулвергемптон     | Англія               | 2 – 1     | Румунія              | Товариський матч                   | -2   | кап.       |
| 7-9-2018   | Пасуш-де-Феррейра | Португалія           | 1 – 2     | Румунія              | Кваліфікація молодіжного Євро-2019 | -1   | кап.       |
| 11-9-2018  | Овідіу            | Румунія              | 2 – 0     | Боснія і Герцеговина | Кваліфікація молодіжного Євро-2019 | -    | кап.       |
| 12-10-2018 | Клуж-Напока       | Румунія              | 2 – 0     | Уельс                | Кваліфікація молодіжного Євро-2019 | -    | кап.       |
| 16-10-2018 | Плоєшті           | Румунія              | 4 – 0     | Ліхтенштейн          | Кваліфікація молодіжного Євро-2019 | -    | кап.       |
| 15-11-2018 | Клуж-Напока       | Румунія              | 3 – 3     | Бельгія              | Товариський матч                   | -2   | кап. - 57' |
| 21-3-2019  | Гранада           | Іспанія              | 1 – 0     | Румунія              | Товариський матч                   | -1   | кап.       |
| 18-6-2019  | Серравалле        | Румунія              | 4 – 1     | Хорватія             | Молодіжне Євро-2019 - 1-й етап     | -1   | кап.       |
| 21-6-2019  | Чезена            | Англія               | 2 – 4     | Румунія              | Молодіжне Євро-2019 - 1-й етап     | -2   | кап.       |
| 24-6-2019  | Чезена            | Франція              | 0 – 0     | Румунія              | Молодіжне Євро-2019 - 1-й етап     | -    | кап.       |
| 27-6-2019  | Болонья           | Німеччина            | 4 – 2     | Румунія              | Молодіжне Євро-2019 - півфінал     | -4   | кап.       |
| Усього     |                   | Матчів               | 17        |                      | Голів                              | -16  |            |

## Особисте життя
У Йонуца була старша сестра, яка померла у 2006 році у віці 14 років. Також має двоюрідного брата, Андрея Раду, який теж є футболістом.

## Титули і досягнення
- Чемпіон Італії (1):

«Інтернаціонале»: 2020–21
- Володар Кубка Італії (1):

«Інтернаціонале»: 2021–22
- Володар Суперкубка Італії (1):

«Інтернаціонале»: 2021